# Мустель, Эвальд Рудольфович
Э́вальд Рудо́льфович Мусте́ль (21 мая [3 июня] 1911, Севастополь, Таврическая губерния — 10 апреля 1988, Москва) — советский астроном. Лауреат Сталинской премии третьей степени (1952). Член-корреспондент Академии наук СССР (с 23.10.1953), член КПСС (с 1964).

## Биография
Родился 21 мая (3 июня) 1911 года в Севастополе.
В 1935 году окончил механико-математический факультет МГУ. С 1935 по 1950 годы работал в Государственном астрономическом институте им. П. К. Штернберга и в Московском университете. С 1944 года — профессор.
В период эвакуации ГАИШ в Свердловске (1941—1944) была развернута Служба Солнца, возглавляемая Э. Р. Мустелем. Учёные, входившие в службу, осуществляли регулярное наблюдение поверхности Солнца, оказывали практическую помощь службам связи армии и страны, предсказывая вероятные помехи в радиосвязи по результатам этих наблюдений. В институте составлялись прогнозы возбуждения ионосферы и магнитного поля Земли, которыми повседневно пользовалась радиосвязь..
Защитил докторскую диссертацию (1943), в которой Мустель дал детальную картину образования и движения оболочек во время вспышек новых звёзд.
В 1946—1960 гг. работал в Крымской астрофизической обсерватории.
С 1963 по 1987 год был председателем Астросовета. В 1970—1976 гг. — вице-президент Международного астрономического союза.
В честь учёного был назван астероид (2385) Мустель, открытый в 1969 году астрономом Л. И. Черных.
Э. Р. Мустель является лауреатом премии им. А. А. Белопольского за цикл работ по спектроскопическим исследованиям новых и сверхновых звезд и активных процессов на Солнце.
Умер в Москве 10 апреля 1988 года. Похоронен на Кунцевском кладбище.

## Научная деятельность
Основные научные работы Э. Р. Мустеля посвящены физике Солнца и звёзд, теоретической астрофизике. Он разработал теорию лучистого равновесия звёздных атмосфер для коэффициента поглощения, зависящего от частоты; построил теорию фотосфер звёзд спектральных классов А0-В2. Предложил модель вспышки новых звёзд, что позволило раскрыть их природу — термоядерный взрыв во внешних слоях звезды. Построил модель сверхновой звезды I типа, впервые оценил её размеры в момент максимума вспышки. Предложил (совместно с А. Б. Северным) теорию хромосферных вспышек. Установил, что активные области на Солнце являются одним из основных источников усиленного корпускулярного излучения, исследовал его воздействие на атмосферу Земли. Открыл закономерности, позволившие прогнозировать геомагнитные бури (1944); внёс вклад в создание научных основ предсказания крупномасштабных погодных явлений.
Основные работы:
- Теория лучистого равновесия звездных атмосфер для коэффициента поглощения, зависящего от частоты.
- Изучение звёздных атмосфер.
- Изучение вспышек новых и сверхновых звёзд.
- Определение масс новых звезд.
- Теория фотосфер звёзд с эффективными температурами от 10 000 до 20 000К.
- Исследование причин корпускулярного излучения и физические явления в активных областях Солнца.
- Определение среднегодовой потери массы Солнца в результате выброса вещества.